# Allium cepiforme
Allium cepiforme là một loài thực vật có hoa trong họ Amaryllidaceae. Loài này được G. Don mô tả khoa học đầu tiên năm 1827.